# Flors desfullades
Flors desfullades, o Flores deshojadas in castigliano ("Fiori senza petali"), è un dipinto ad olio su tela del pittore spagnolo Ramón Casas, realizzato nel 1894 e conservato in una collezione privata.  

## Descrizione
Alla fine del XIX secolo era diffusa la convinzione secondo la quale una persona malata di sifilide poteva guarire completamente se aveva un rapporto con una donna vergine. La diffusione di questa teoria portò a un aumento terribile degli stupri di adolescenti. Casas li denuncia con questa opera, nella quale ritrae una giovane nuda distesa per terra e circondata di rose con i petali strappati, un simbolo dell'aggressione di cui è appena stata vittima e che danno il titolo al quadro. Il punto di vista che la ritrae, zenitale, rafforza la sensazione di impotenza che ella emana, accrescendo ulteriormente la drammaticità.
Stilisticamente l'opera si ricollega a degli altri quadri che il pittore aveva realizzato nello stesso anno, il 1894, che ritraggono delle ragazze nude distese per terra in degli scorci veri e propri, come il Desnudo, nel quale è presente una giovane ignuda per terra, in posizione fetale e con il volto coperto dalla chioma lunga. Quello del nudo femminile era un tema allora nuovo nella carriera dell'artista, che aveva iniziato a trattare appena un anno prima.

## Accoglienza
Casas espose il quadro alla Mostra generale delle belle arti di Barcellona di quell'anno. L'opera suscitò un grande scandalo e non venne acquistata, così il pittore la regalò al suo amico musicista Isaac Albéniz, come indica la dedica (in catalano) che si trova nell'angolo inferiore sinistro: "al meu amic l'eminent compositor I. Albéniz" ("al mio amico, l'eminente compositore I. Albéniz"). Poco più sotto sono presenti la firma e la data: "R. Casas 94".